# 佐伯敏子 (写真家)
佐伯 敏子（さえき としこ、1906年〈明治39年〉3月12日 - 1984年（昭和59年）10月11日）は、日本の写真家、歌人。熊本県熊本市出身、私立女子英学塾（後の津田塾大学）卒業。旧姓は梅村。
1927年（昭和2年）から1931年（昭和6年）まで桜蔭高等女学校（後の桜蔭学園）の教員を務めた後、1947年（昭和22年）、英語教室「津田英語会」創立共に、同会の講師となった。私生活では1928年（昭和3年）に結婚し、二男二女をもうけた。1942年（昭和17年）に東京都世田谷区に移住した。
1950年代頃より、世田谷の自宅を訪れる野鳥を寄せ親しみ、主婦としての家事の合間を縫って観察を続けた。1955年（昭和30年）に日本野鳥の会に入会した。1958年（昭和33年）頃より、子供のカメラを用いて写真撮影を始め、後に自分のカメラを調達して、ツグミ、オナガ、キジバトなどの撮影を続けた。
1962年（昭和37年）に日本鳥類保護連盟より、野鳥の愛護に対して褒状を受けた。同1962年、日本鳥類保護連盟、日本自然保護協会に入会した。歌人としては旧姓の「梅村敏子」の筆名でアララギ短歌会に所属し、短歌雑誌『アララギ』に短歌を寄稿した。
写真集および歌集として、1962年（昭和37年）に『庭にくる鳥 - 佐伯敏子写真集』を刊行し、1966年（昭和41年）に第2集、1976年（昭和51年）には第3集を刊行した。